# Prasco
Prasco är en ort och kommun i provinsen Alessandria i regionen Piemonte i Italien. Kommunen hade 492 invånare (2018).